# Tiskárna H.R.G.
H. R. G. spol. s r.o. (HRG je zkratka z „Horse Radish Graphics“ – křenová grafika) je ofsetová tiskárna zaměřující se na archový tisk (brožury, letáky, návody, časopisy, knihy) a packaging (obaly, krabičky, stojánky aj.)

## Historie
Historie tiskárny sahá těsně před sametovou revoluci, kdy začínal její zakladatel Petr Lorenc, sám vyučený knihtiskař, podnikat v oboru polygrafie. Samotná společnost H.R.G. byla založena v roce 1992 v Litomyšli, kdy měla cca 8 zaměstnanců. Rychlý růst v následujících letech byl umožněn vlastním patentem na prokládací zařízení. V roce 1997 došlo k výstavbě velké výrobní haly a nákupu prvního tiskového stroje od německé firmy Heidelberg, čímž se H.R.G. etablovala jako standardní tiskárna střední velikosti. V roce 2007 byla považována za nejmoderněji vybavenou středně velkou tiskárnu v České republice.
Ačkoli H.R.G. formálně existuje teprve od roku 1992, de facto navazuje na pětisetletou tradici tiskárenství v Litomyšli, neboť většina jejích tehdejších zaměstnanců přešla v 90. letech z krachující tiskárny Augusta (pod tímto jménem známá od roku 1852, ovšem založena již roku 1503 jako jedna z nejstarších tiskáren v českých zemích). Sám majitel a zakladatel H.R.G., Petr Lorenc, se v tiskárně Augusta vyučil.[zdroj?]

## Vlastnická struktura
Vlastníky v roce 2014 byli:
- Petr Lorenc – 66 %[1]
- Leoš Tupec – 34 %

Celková výše základního kapitálu H. R. G. spol. s r.o., zapsaná v obchodním rejstříku k 5. dubnu 2024, činila 4,9 milionů Kč.

## Ocenění činnosti
- Podnikatel roku 2008 Pardubického kraje: Uděleno společností Ernst & Young a Pardubickým krajem zakladateli tiskárny H.R.G., Petru Lorencovi.[6]
- Firma roku 2007 Pardubického kraje: Uděleno Hospodářskými novinami a Burzou cenných papírů Praha.[7]
- Podnikatel roku 2004 města Litomyšle: Uděleno tiskárně H.R.G. městem Litomyšl.[8]

## Pobočky

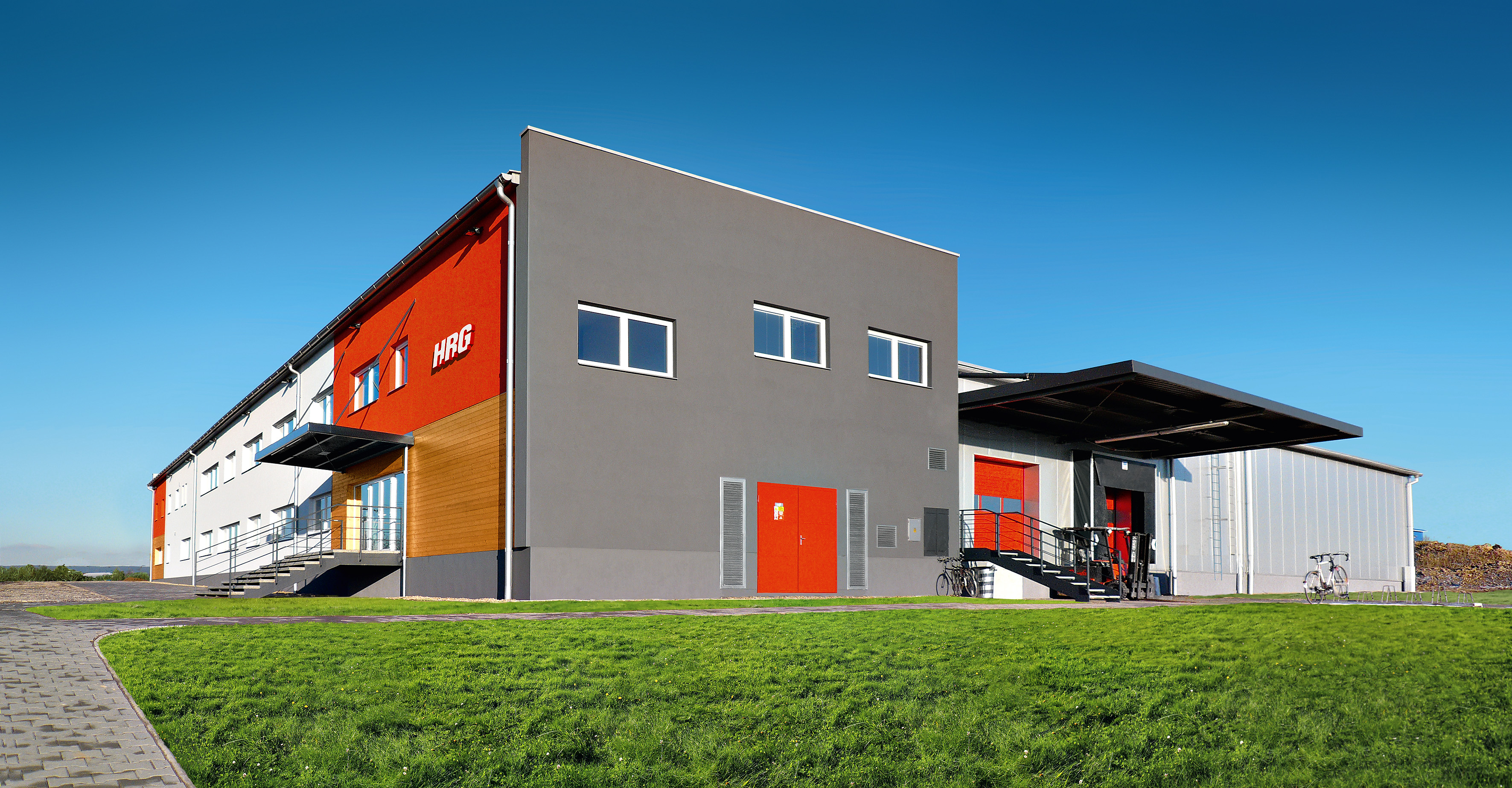
Hlavní výrobní budova Tiskárny H.R.G. v Litomyšli

- Praha (obchodní zastoupení, nátisk)
- Brno (obchodní zastoupení, nátisk)
- Litomyšl (výrobní provoz)
- Leiden, Nizozemsko (obchodní zastoupení, grafické práce)